# 斯肯泰亞鄉 (雅西縣)
46°55′N 27°34′E / 46.917°N 27.567°E
斯肯泰亞鄉（羅馬尼亞語：Comuna Scânteia, Iași），是羅馬尼亞的鄉份，位於該國東北部，由雅西縣負責管轄，面積42平方公里，海拔高度167米，2007年人口4,539，人口密度每平方公里109人。